# Mizuage
Mizuage (水揚げ, lit. "Elevação da água"), foi uma cerimônia à uma japonesa maiko (aprendiz de gueixa), para representar sua maioridade. Quando foi treinada por uma gueixa mais velha, e considerada pronta para a idade, a maiko teve seu topete do cabelo simbolicamente cortado. Depois, uma festa seria realizada para a aprendiz.

## História
Durante o Período Edo, o mizuage passou a ser historicamente ligados à perda da virgindade da maiko, já que era patrocinado por um patrono que então obtinha o direito de tirar a virgindade da jovem aprendiz. Esta prática se tornou ilegal em 1959.
De acordo com pesquisa realizada pela antropóloga Liza Dalby, mizuage foi um ponto importante para a feminilidade e o mundo das gueixas. Mizuage abriu caminho para o ritual próximo muitas vezes referida como "transformar o colarino 'ou' erikae": quando a aprendiz de gueixa troca o colarinho vermelho de maiko por um colarinho branco de gueixa. Antes de meados do século XX, todas as aprendizes tiveram de passar por esta cerimônia a fim de se tornar uma gueixa completa. O mizuage não foi considerado pelas gueixas um ato de prostituição, o dinheiro adquirido pelo mizuage de uma maiko era muitas vezes uma grande soma, e era utilizado para promover sua estréia como uma gueixa.
Desde 1959, mizuage tornou-se o equivalente a comemoração de debutante . Mineko Iwasaki, uma das gueixas que Golden conheceu durante a gravação do filme "Memórias de uma Gueixa" o mizuage é descrito em sua autobiografia como sendo uma festa de iniciação. Mizuage foi demonstrado sobre o tornar-se gueixa por uma mudança no penteado. É uma celebração da passagem de menina (maiko) a mulher (gueixa).

## Na Literatura
Arthur Golden, autor do romance "Memórias de uma Gueixa" retrata o mizuage como um acordo financeiro em que a virgindade de uma menina é vendida a um patrono do mizuage.

## Ligações Externas
- «Refazendo uma memória - Uma nova autobiografia, pela gueixa Mineko Iwasaki» (em inglês)